# Blariacum

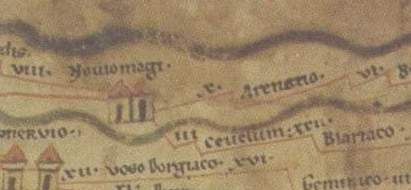
Deel van de Peutingerkaart met Blariacum (Blariaco) erop afgebeeld

Blariacum, het hedendaagse (Hout-)Blerick, was een Romeinse nederzetting in de provincie Neder-Germanië (Germania Inferior). Blariacum staat vermeld op de Peutingerkaart (Tabula Peutingeriana) tussen Catualium (Heel) en Ceuclum (Cuijk). Het lag aan de Heirbaan Maastricht-Nijmegen. In 2010 is ten zuiden van de spoorbrug een Romeinse weg aangetroffen die dwars op de Maas liep en wijst op een oeververbinding of doorwaadbare plaats richting Venlo

## Voetnoten
1. ↑  Tabula Peutingeriana, 2e segment (Pars II)
2. ↑   Peter Seinen, Een Romeinse brugverbinding tussen Venlo en Blerick, AWN Rapport-MiM-Venlo-20-05-2011-2, 20 mei 2011